# Hamresanden Tingringen
Der Steinkreis Hamresanden Tingringen liegt nahe der norwegischen Südküste und nordöstlich von Kristiansand im Fylke Agder.
Der Steinkreis befindet sich nahe dem Topdals- und dem Hamresandveien. Der Rand des Kreises ist nur 1,0 Meter von den Straßen entfernt. Der Kreis wurde wegen des Baus der Straße einige Meter nach Westen verschoben, aber so aufgebaut, wie er einmal war; mit der gleichen Platzierung der Steine und den richtigen Entfernungen untereinander von etwa 1,5 Metern. Der Domarring (deutsch „Richterring“) hat einen Durchmesser von etwa 15,0 Metern und besteht aus 12 in Form und Größe ähnlichen Steinen. Sie haben Höhen von 0,4 bis 0,5 Meter und sind 30 bis 40 cm dick.
In der Nähe liegt die Einhegung von Hamremoen.